# Microdynerus inusitatus
Microdynerus inusitatus är en stekelart som beskrevs av Parker 1970. Microdynerus inusitatus ingår i släktet Microdynerus och familjen Eumenidae. Inga underarter finns listade i Catalogue of Life.